# Efekt Early’ego

Góra: szerokość bazy dla niższego napięcia kolektor-baza; Dół: szerokość bazy dla wyższego napięcia kolektor-baza. Obszary zakreskowane to obszary zubożone.

Napięcie Early’ego (V_{A}) na charakterystyce wyjściowej tranzystora bipolarnego.

Efekt Early’ego – zmiana efektywnej szerokości bazy tranzystora bipolarnego na skutek przyłożonego napięcia baza-kolektor. Wraz ze wzrostem dodatniego napięcia, np. emiter-kolektor, a zatem odwrotnie spolaryzowanego złącza baza-kolektor, rośnie warstwa zubożona tego złącza, powodując zmniejszenie ilości nośników ładunku.

## Wyjaśnienie
Na pierwszej ilustracji obszar aktywny bazy jest zaznaczony na zielono, emitera i kolektora na niebiesko, a obszary zubożone są zakreskowane. Dolny schemat przedstawia Tranzystor bipolarny z większym napięciem C-E {\displaystyle (V_{\mathrm {CE2} }>V_{\mathrm {CE1} }),} niż na schemacie górnym oraz związane z tym rosnące obszary zubożone na złączu b-k i malejący obszar aktywny bazy.
Obszar zubożony kolektora rośnie bardziej, niż bazy, ponieważ jest mniej domieszkowany. Zmniejszanie jego obszaru aktywnego nie ma jednak znaczącego wpływu na działanie tranzystora, ponieważ jest on dużo szerszy, niż baza. Złącze baza-emiter pozostaje bez zmian, ponieważ nie zmienia się napięcie baza-emiter.
Zmniejszanie szerokości bazy oddziałuje na prąd kolektora dwojako:
- istnieje mniejsza szansa rekombinacji nośników w „mniejszym” obszarze bazy,
- gradient koncentracji ładunków jest zwiększony w bazie, przez co zwiększa się prąd nośników mniejszościowych wstrzykiwanych przez złącze emitera.

Oba te czynniki zwiększają wyjściowy prąd tranzystora wraz ze wzrostem napięcia kolektora, ale tylko ten drugi nazywany jest „efektem Early’ego”. Rosnący prąd ukazany jest na drugiej ilustracji. Bez efektu Early’ego prąd w obszarze aktywnym byłby stały. Dla różnych wartości {\displaystyle V_{\mathrm {BE} }} przedłużenie liniowych charakterystyk prądu wyjściowego przetnie się w jednym punkcie na osi OX. Jego wartość bezwzględną nazywamy napięciem Early’ego i oznaczanym jako VA.

## Model wielkosygnałowy
W obszarze aktywnym pracy tranzystora efekt Early’ego modyfikuje prąd kolektora {\displaystyle I_{\mathrm {C} }} oraz wzmocnienie układu wspólnego emitera {\displaystyle \beta _{\mathrm {F} }} zgodnie z następującymi równaniami:
{\displaystyle {\begin{aligned}I_{\mathrm {C} }&=I_{\mathrm {S} }e^{\frac {V_{\mathrm {BE} }}{V_{\mathrm {T} }}}\left(1+{\frac {V_{\mathrm {CE} }}{V_{\mathrm {A} }}}\right),\\\beta _{\mathrm {F} }&=\beta _{\mathrm {F0} }\left(1+{\frac {V_{\mathrm {CE} }}{V_{\mathrm {A} }}}\right),\end{aligned}}}
gdzie:
- {\displaystyle V_{\mathrm {CE} }} – napięcie kolektor-emiter,
- {\displaystyle V_{\mathrm {T} }} – napięcie termiczne {\displaystyle \mathrm {kT/q} ,}
- {\displaystyle V_{\mathrm {A} }} – napięcie Early’ego; zwykle 15–150 V (mniejsze dla mniejszych urządzeń),
- {\displaystyle \beta _{\mathrm {F0} }} – wzmocnienie prądowe w układzie wspólnego emitera przy zerowym napięciu.

Niektóre modele opierają współczynnik modyfikacji prądu kolektora na napięciu kolektor-baza {\displaystyle V_{\mathrm {CB} },} zamiast kolektor-emiter {\displaystyle V_{\mathrm {CE} }}. Mogą one być bardziej intuicyjne, zgodnie z fizycznym źródłem efektu (poszerzanie obszaru zubożonego na złączu kolektor-baza, wraz ze wzrostem napięcia {\displaystyle V_{\mathrm {CB} }}). Modele komputerowe używane np. w SPICE używają napięcia kolektor-baza {\displaystyle V_{\mathrm {CB} }}.

## Model małosygnałowy
Efekt Early’ego w modelu małosygnałowym można przedstawić jako rezystor zdefiniowany równaniem:
{\displaystyle r_{\mathrm {O} }={\frac {V_{\mathrm {A} }+V_{\mathrm {CE} }}{I_{\mathrm {C} }}}\approx {\frac {V_{\mathrm {A} }}{I_{\mathrm {C} }}}}
równolegle ze złączem kolektor-emiter tranzystora. Ten rezystor może więc być uznany za wartość skończonej rezystancji wyjściowej prostego lustra prądowego lub układu wspólnego emitera.
Trzymając się modelu używanego w SPICE, czyli używając {\displaystyle V_{\mathrm {CB} },} otrzymujemy:
{\displaystyle r_{\mathrm {O} }={\frac {V_{\mathrm {A} }+V_{\mathrm {CB} }}{I_{\mathrm {C} }}}.}
W tranzystorach MOS rezystancja wyjściowa dana jest w modelu Shichmana-Hodgesa (prawdziwe tylko dla starych technologii), jako:
{\displaystyle r_{\mathrm {O} }={\frac {1+\lambda V_{\mathrm {DS} }}{\lambda I_{\mathrm {D} }}}={\frac {1}{I_{\mathrm {D} }}}\left({\frac {1}{\lambda }}+V_{\mathrm {DS} }\right),}
gdzie:
- {\displaystyle V_{\mathrm {DS} }} – napięcie dren-źródło,
- {\displaystyle I_{\mathrm {D} }} – prąd drenu,
- {\displaystyle \lambda } – współczynnik modulacji długości kanału; odwrotnie proporcjonalny do długości kanału L.

W związku z podobieństwem do efektu w tranzystorze bipolarnym, termin „efekt Early’ego” stosowany jest również przy MOSFETach

### Charakterystyka prądowo-napięciowa
Poniższe równania zostały wyprowadzone dla tranzystora PNP. Dla NPN wystarczy zamienić n na p i p na n. Poniższe założenia dotyczą przyjęcia idealnej charakterystyki prądowo-napięciowej tranzystora bipolarnego:
- niski poziom wstrzykiwania ładunków,
- równomierne domieszkowanie w każdym obszarze,
- jednowymiarowy prąd,
- pomijalna rekombinacja w obszarach ładunku przestrzennego,
- pomijalne pola elektryczne na zewnątrz obszarów ładunku przestrzennego.

Ważne jest, aby scharakteryzować prądy dyfuzji, wynikające ze wstrzykiwania ładunków.
W odniesieniu do złącza p-n, kluczowe jest równanie dyfuzji:
{\displaystyle {\frac {d^{2}\Delta p_{\mathrm {B} }(x)}{dx^{2}}}={\frac {\Delta p_{\mathrm {B} }(x)}{L_{\mathrm {B} }^{2}}}.}
Rozwiązanie tego równania znajduje się powyżej, a dwa warunki graniczne używane są, by znaleźć {\displaystyle C_{1}} and {\displaystyle C_{2}{:}}
{\displaystyle \Delta p_{\mathrm {B} }(x)=C_{1}e^{\frac {x}{L_{\mathrm {B} }}}+C_{2}e^{-{\frac {x}{L_{\mathrm {B} }}}}.}
Następujące równania obowiązują odpowiednio dla emitera i kolektora, a początki {\displaystyle 0,} {\displaystyle 0'} i {\displaystyle 0''} obowiązują dla bazy, kolektora i emitera:
{\displaystyle \Delta n_{\mathrm {B} }(x'')=A_{1}e^{\frac {x''}{L_{\mathrm {B} }}}+A_{2}e^{-{\frac {x''}{L_{\mathrm {B} }}}},}
{\displaystyle \Delta n_{\mathrm {c} }(x')=B_{1}e^{\frac {x'}{L_{\mathrm {B} }}}+B_{2}e^{-{\frac {x'}{L_{\mathrm {B} }}}}.}
Warunek graniczny emitera dany jest:
{\displaystyle \Delta n_{\mathrm {E} }(0'')=n_{\mathrm {E} 0}\left(e^{{\frac {1}{kT}}qV_{\mathrm {EB} }}-1\right).}
Wartości stałych {\displaystyle A_{1}} i {\displaystyle B_{1}} są zero z powodu następujących warunków emitera i kolektora, jako że {\displaystyle x''\to 0} and {\displaystyle x'\to 0{:}}
{\displaystyle \Delta n_{\mathrm {E} }(x'')\to 0,}
{\displaystyle \Delta n_{\mathrm {c} }(x')\to 0.}
Ponieważ {\displaystyle A_{1}=B_{1}=0,} wartości {\displaystyle \Delta n_{\mathrm {E} }(0'')} i {\displaystyle \Delta n_{\mathrm {c} }(0')} to, odpowiednio, {\displaystyle A_{2}} i {\displaystyle B_{2}{:}}
{\displaystyle {\begin{aligned}\Delta n_{\mathrm {E} }(x'')&=n_{\mathrm {E} 0}\left(e^{\frac {qV_{\mathrm {EB} }}{kT}}-1\right)e^{-{\frac {x''}{L_{\mathrm {E} }}}},\\\Delta n_{\mathrm {C} }(x')&=n_{\mathrm {C} 0}\left(e^{\frac {qV_{\mathrm {CB} }}{kT}}-1\right)e^{-{\frac {x'}{L_{\mathrm {C} }}}}.\end{aligned}}}
Równania na {\displaystyle I_{\mathrm {E} n}} i {\displaystyle I_{\mathrm {C} n}} mogą być przedstawione jako:
{\displaystyle I_{\mathrm {E} n}=\left.-qAD_{\mathrm {E} }{\frac {d\Delta _{\mathrm {E} }(x'')}{dx}}\right|_{x''=0''},}
{\displaystyle I_{\mathrm {C} n}=-qA{\frac {D_{\mathrm {C} }}{L_{\mathrm {C} }}}n_{\mathrm {C} 0}\left(e^{\frac {qV_{\mathrm {CB} }}{kT}}-1\right).}
Ponieważ występuje pomijalna rekombinacja, druga pochodna {\displaystyle \Delta p_{\mathrm {B} }(x)} jest zero. Otrzymujemy więc liniową zależność między nadmierną koncentracją dziur i {\displaystyle x{:}}
{\displaystyle \Delta p_{\mathrm {B} }(x)=D_{1}x+D_{2}.}
Następujące równania są warunkami granicznymi {\displaystyle \Delta p_{\mathrm {B} }{:}}
{\displaystyle \Delta p_{\mathrm {B} }(0)=D_{2},}
{\displaystyle \Delta p_{\mathrm {B} }(W)=D_{1}W+\Delta p_{\mathrm {B} }(0),}
gdzie:
- {\displaystyle W} – szerokość bazy.

Podstawiając do powyższego równania liniowego:
{\displaystyle \Delta p_{\mathrm {B} }(x)=-{\frac {1}{W}}\left[\Delta p_{\mathrm {B} }(0)-\Delta p_{\mathrm {B} }(W)\right]x+\Delta p_{\mathrm {B} }(0).}
Różniczkujemy wartość {\displaystyle I_{{\text{E}}p}}:
{\displaystyle {\begin{aligned}I_{{\text{E}}p}(0)&=-qAD_{\text{B}}{\frac {d\Delta p_{\text{B}}}{dx}}|_{x=0}\\I_{{\text{E}}p}(0)&={\frac {qAD_{\text{B}}}{W}}\left[\Delta p_{\text{B}}(0)-\Delta p_{\text{B}}(W)\right]\end{aligned}}}
Używamy równań na {\displaystyle I_{\mathrm {E} p},} {\displaystyle I_{\mathrm {E} n},} {\displaystyle \Delta p_{\mathrm {B} }(0),} i {\displaystyle \Delta p_{\mathrm {B} }(W)} do wyprowadzenia równania na prąd emitera:
{\displaystyle {\begin{aligned}\Delta p_{\mathrm {B} }(W)&=p_{\mathrm {B} 0}e^{\frac {qV_{\mathrm {CB} }}{kT}},\\\Delta p_{\mathrm {B} }(0)&=p_{\mathrm {B} 0}e^{\frac {qV_{\mathrm {EB} }}{kT}},\\I_{\mathrm {E} }&=qA\left[\left({\frac {D_{\mathrm {E} }n_{\mathrm {E} 0}}{L_{\mathrm {E} }}}+{\frac {D_{\mathrm {B} }p_{\mathrm {B} 0}}{W}}\right)\left(e^{\frac {qV_{\mathrm {EB} }}{kT}}-1\right)-{\frac {D_{\mathrm {B} }}{W}}p_{\mathrm {B} 0}\left(e^{\frac {qV_{\mathrm {CB} }}{kT}}-1\right)\right].\end{aligned}}}
Podobnie otrzymujemy równanie na prąd kolektora:
{\displaystyle {\begin{aligned}I_{\mathrm {C} p}(W)&=I_{\mathrm {E} p}(0),\\I_{\mathrm {C} }&=I_{\mathrm {C} p}(W)+I_{\mathrm {C} n}(0'),\\I_{\mathrm {C} }&=qA\left[{\frac {D_{\mathrm {B} }}{W}}p_{\mathrm {B} 0}\left(e^{\frac {qV_{\mathrm {EB} }}{kT}}-1\right)-\left({\frac {D_{\mathrm {C} }n_{\mathrm {C} 0}}{L_{\mathrm {C} }}}+{\frac {D_{\mathrm {B} }p_{\mathrm {B} 0}}{W}}\right)\left(e^{\frac {qV_{\mathrm {CB} }}{kT}}-1\right)\right].\end{aligned}}}
Wyrażenie na prąd bazy można otrzymać z wcześniejszych wyników:
{\displaystyle I_{\mathrm {B} }=I_{\mathrm {E} }-I_{\mathrm {C} },}
{\displaystyle I_{\mathrm {B} }=qA\left[{\frac {D_{\mathrm {E} }}{L_{\mathrm {E} }}}n_{\mathrm {E} 0}\left(e^{\frac {qV_{\mathrm {EB} }}{kT}}-1\right)+{\frac {D_{\mathrm {C} }}{L_{\mathrm {C} }}}n_{\mathrm {C} 0}\left(e^{\frac {qV_{\mathrm {CB} }}{kT}}-1\right)\right].}